# Provincia de Arica (Perú)
La provincia de Arica fue una antigua división territorial del Perú, que existió entre 1823 y 1929.
Actualmente este territorio forma parte de la región de Arica y Parinacota en Chile.

## Historia
- Se creó en 1823, como parte del departamento de Arequipa.
- En 1828, se cambia la capital de Arica a Tacna.
- En 1837, pasó a formar parte del creado departamento Litoral.
- En 1853, se crea el departamento de Moquegua, con las provincias de Moquegua, Tacna y Tarapacá.
- En 1855, la provincia de Tacna se divide en dos: Tacna y Arica.
- En 1875, se crea el departamento de Tacna, con las provincias de Tacna, Tarata y Arica.

## Límites
Limitaba al norte con la provincia de Tacna, al este con Bolivia, al sur con el departamento de Tarapacá y al oeste con el Océano Pacífico.

## División política
En 1875, esta provincia se divide en los siguientes distritos.
- Arica
- Belén
- Codpa
- Livilcar
- Lluta
- Socoroma